# Judi Meredith
Judi Clare Meredith (Portland, Oregón, 13 de octubre de 1936 – Las Vegas, Nevada, 30 de abril de 2014) fue una actriz cinematográfica y televisiva estadounidense.  

## Biografía
Nacida en Portland, Oregón (Estados Unidos), su verdadero nombre era Judith Clare Boutin. Antes de actriz, fue una experta patinadora sobre hielo, llegando a actuar como una estrella profesional en el espectáculo Ice Follies. Sin embargo, a causa de un accidente sufrió una fractura en la espalda, y más adelante una fractura de rótula, motivo por el cual hubo de abandonar el patinaje.
Meredith trabajaba en el teatro de repertorio cuando fue descubierta por George Burns, un humorista estadounidense, que la eligió para hacer el papel de Bonnie Sue McAfee en The George Burns and Gracie Allen Show (1957), y al siguiente año en The George Burns Show. En ese mismo año 1958 Meredith debutó en el cine, con el film  Wild Heritage.
En la temporada televisiva 1959-1960, Meredith encarnó a Monique Deveraux en la serie de la CBS de género western Hotel de Paree, con Earl Holliman, Jeanette Nolan, y Strother Martin. Desde finales de los años 1950 hasta principios de los 1970, Meredith actuó en varias series televisivas, incluyendo 87th Precinct, Wagon Train, Gunsmoke, Have Gun – Will Travel, Mannix, y Hawaii Five-O. 
Judi Meredith falleció en 2014, en Las Vegas, Nevada (Estados Unidos). En 1962 se había casado con el director Gary Nelson, con el que tuvo dos hijos.  

## Filmografía

### Cine
| - 1958 : Summer Love - 1958 : Wild Heritage - 1959 : Money, Women and Guns - 1962 : Jack the Giant Killer, de Nathan Juran - 1963 : The Raiders | - 1964 : The Night Walker, de William Castle - 1965 : A Letter to Nancy - 1965 : Dark Intruder, de Harvey Hart - 1966 : Queen of Blood - 1971 : Something Big, de Andrew V. McLaglen |

### Televisión
| - 1956 : The Adventures of Jack Bowie (serie) - 1957 : Telephone Time (serie) - 1957 : Conflict (serie) - 1957 : Panic! (serie) - 1957 : Blondie (serie) - 1958 : The Gale Storm Show: Oh, Susanna! (serie) - 1958 : Shirley Temple's Storybook (serie) - 1958 : The Millionaire (serie) - 1958 : Studio One (serie) - 1958 : M Squad (serie) - 1958 : The Restless Gun (serie) - 1958-1959 : The George Burns Show (serie) - 1959 : Cimarron City (serie) - 1959 : Tales Of Wells Fargo (serie) - 1959 : Yancy Derringer (serie) - 1959-1960 : Hôtel de Paree (serie) - 1959, 1963-1964 : Wagon Train) (serie) - 1960 : Riverboat (serie) - 1960 : Laramie (serie) - 1960 : The Adventures of Ozzie & Harriet (serie) - 1961 : The Roaring 20'S (serie) | - 1961 : The Investigators (serie) - 1961 : The Tall Man (serie) - 1961 : 87th Precinct (serie) - 1961-1963 : Have Gun - Will Travel (serie) - 1962 : The New Breed (serie) - 1962 : Gunsmoke (serie) - 1962 : Sam Benedict (serie) - 1962 y 1967 : Bonanza (serie) - 1964 : American in Paris (serie) - 1965 : Rawhide (serie) - 1966 : Ben Casey (serie) - 1966 : Please, Don't Eat the Daisies (serie) - 1966 : El virginiano (serie) - 1967 : Death Valley Days (serie) - 1967 : Mannix (serie) - 1969 : Ironside (serie) - 1971-1972 : Hawaii Five-O (serie) - 1973 : Emergency! (serie) - 1973 : Toma (serie) |